# 傑哈德·哈達德
傑哈德·哈達德（阿拉伯語：جهاد الحداد；1981年—）是埃及穆斯林兄弟會的政治活動家，在2013年5月至2013年9月17日期間擔任該組織的媒體發言人，後來被捕。
哈達德是穆斯林兄弟會指導局成員埃薩姆·埃爾·哈達德（Essam El-Haddad）的兒子，他在亞歷山卓成長。曾在工業現代化中心和克林頓基金會工作。隨後，他自願參與穆斯林兄弟會的復興計劃，該計劃在穆爾西執政期間啟動。2017年2月，有報導指出川普政府考慮將穆斯林兄弟會列為外國恐怖組織。哈達德在開羅托拉監獄的牢房內，為《紐約時報》寫了一篇專欄文章，概述兄弟會並非恐怖組織，而是一個追求和平的社會政治組織。完成專欄後，他被轉移到蝎子監獄的紀律牢房。
2019年10月25日，哈達德的兄弟阿卜杜拉表示，哈達德已經無法行走。

## 外部連結
- Gehad El-Haddad interview （页面存档备份，存于） on BBC HARDtalk
- Bel Trew, Brotherhood under siege: Q & A with FJP advisor Gehad El-Haddad （页面存档备份，存于）, Ahram Online, 2013-07-01
- Gehad El-Haddad, In Egypt, a violent step backward （页面存档备份，存于）, The Washington Post, 2013-07-09